# Tonza callicitra
Tonza callicitra är en fjärilsart som beskrevs av Edward Meyrick 1913. Tonza callicitra ingår i släktet Tonza och familjen Plutellidae. Inga underarter finns listade i Catalogue of Life.